# Бежанов Геральд Суренович
Геральд Суренович Бежанов (15 березня 1940) — радянський режисер, продюсер, сценарист і актор. Заслужений діяч мистецтв РРФСР (1992).

## Життєпис
Народився у місті Тбілісі, Грузія.
У 1967 році закінчив юридичний факультет Тбіліського державного університету.
У 1973 році закінчив режисерський факультет Всесоюзного державного інституту кінематографії (майстерня Лева Кулєшова і Олександри Хохлової).

## Фільмографія

### Режисерські роботи
- 1974 — Жовтий тондир (короткометражний)
- 1975 — Ау-у! (новела «Пісня, або Як великий Луарсаб хор організовував»)
- 1978 — Терміновий виклик
- 1983 — Вітя Глушаков — друг апачів
- 1985 — Найчарівніша і найпривабливіша
- 1987 — Де міститься нофелет?
- 2002 — Вхід через вікно
- 2007 — Крик у ночі
- 2007 — Пиріжки з картоплею
- 2008 — Адель.

### Акторські роботи
- 1970 — У Москві проїздом… — партнер Юлі у танцях
- 1985 — Найчарівніша і найпривабливіша — високий вусань (немає у титрах)
- 1986 — День паперового змія — епізод.